# Мехмет Вехіп-паша

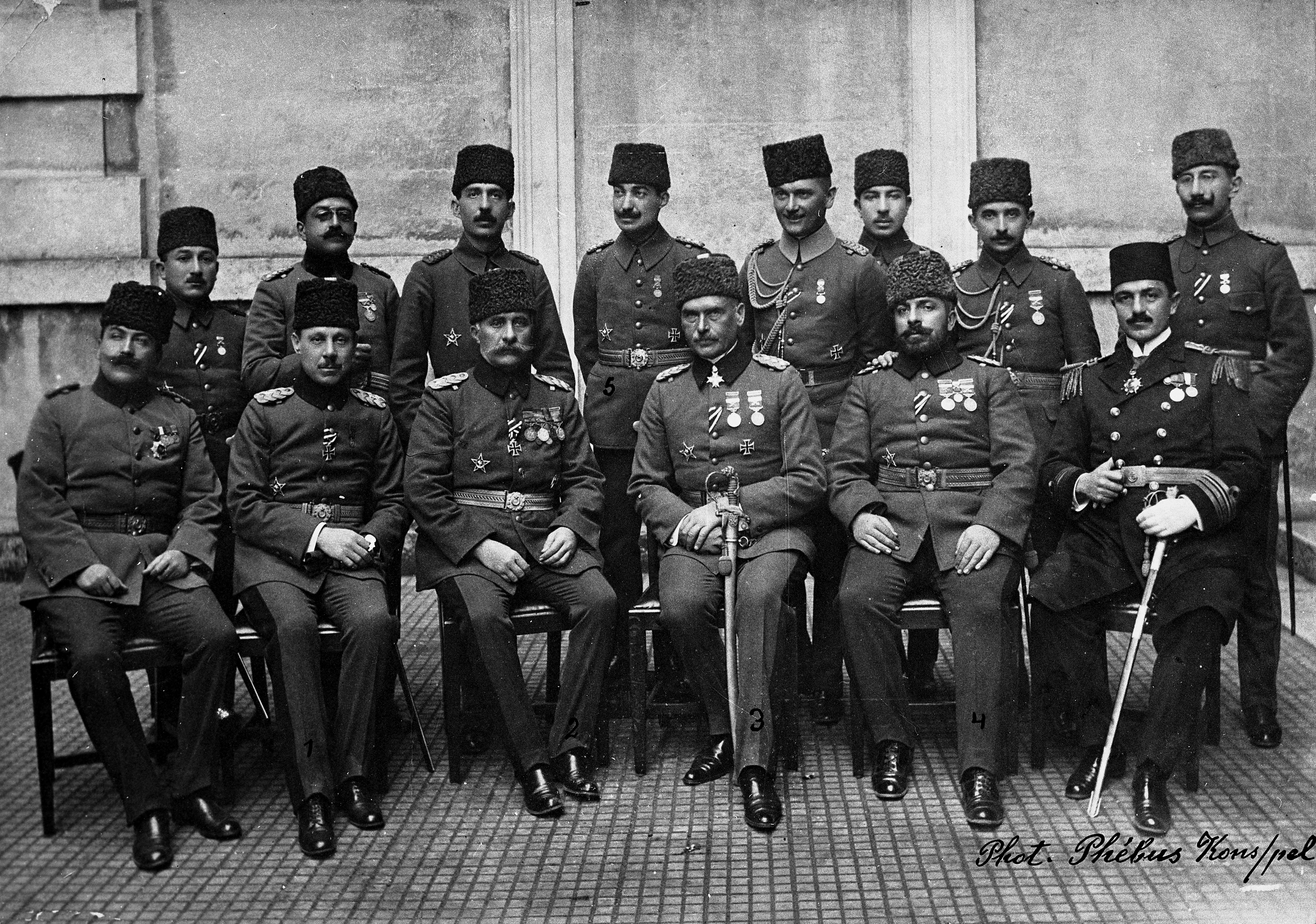
Отто Ліман фон Сандерс з турецькими офіцерами. Виділені: Вехіп-паша (справа) та його брат Есат-паша (зліва)

Мехмет Вехіп-паша, згодом узяв прізвище Качи (тур. Vehip Kaçı; 1877, Яніна — 1940, Стамбул) — військовий діяч Османської імперії, генерал Османської армії. Учасник Балканських та Першої світової воєн. Був радником ефіопської армії під час Другої італо-ефіопської війни.

## Біографія
Мехмет Вехіп народився в грецькому місті Яніна (тоді — частина Османської імперії) в сім'ї мера міста. Албанець за національністю. Його старший брат, Есат-паша, був одним із командувачів армії Османської імперії під час Дарданельської операції. Вехіп закінчив турецьку військову академію (1899) і військовий коледж, після чого приєднався до Четвертої армії, що дислокувалася в Ємені. 1909 року, після інциденту 31 березня, Мехмет був викликаний до Константинополя, де почав працювати у воєнному міністерстві. Незабаром після цього Махмуд Шевкет-паша призначив Вехіпа начальником кадетського корпусу. Вехіп отримав звання майора.

### Балканські війни

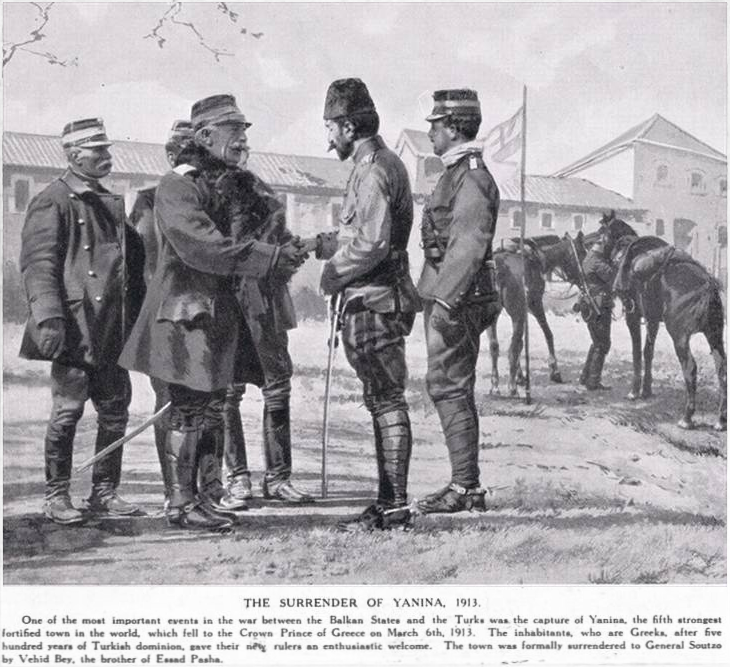
Вехіп як представник свого брата здає Яніну

Під час Першої Балканської війни Вехіп брав участь у захисті фортеці Яніна разом зі старшим братом, командувачем Янінського корпусу до 20 лютого 1913 року, коли турецький гарнізон капітулював і здався в полон грецьким військам під командуванням Іоанніса Метаксаса. Після завершення війни Вехіп був звільнений як військовополонений, призначений командиром 22-ї піхотної дивізії, що містилася в Хіджазі на Аравійському півострові.

### Перша світова війна
Після приєднання Османської імперії до Першої світової війни Вехіп взяв участь у Дарданельській операції, командуючи 15-м армійським корпусом, а згодом — 2-ю армією. Успіх операції призвів до призначення Вехіпа командиром 3-ї армії під час Кавказької кампанії. Його армія провела декілька боїв з росіянами і зазнала поразки в Ерзінджанській битві в липні 1916 року. У 1918 році, коли Російська імперія вийшла з війни, 3-тя армія Вехіпа знову перейшла в наступ і повернула всі втрачені землі: Трабзон (24 лютого), Батумі (26 березня) та інші. Після Мудросського перемир'я Вехіп повернувся до Константинополя.

### Турецька війна за незалежність
Вехіп не брав участь у Турецькій війні за незалежність. Незабаром після повернення до Константинополя після Першої світової війни він був притягнутий до відповідальності за зловживання посадою і ув'язнений. Втік до Італії. Громадянство Вехіпа було анульовано новим урядом Туреччини. Він провів деякий час в Італії, Німеччині, Румунії, Греції, Єгипті. Колишній воєначальник не приховував своєї неприязні до нового турецького лідера Мустафи Кемаля, який воював під його командуванням під час Дарданельської операції. Вехіп повернувся до Стамбула тільки після смерті Кемаля.

### Ефіопія
Вехіп-паша брав участь у Другій італо-ефіопській війні, служивши начальником штабу Південного фронту Ефіопії. Він розробив сильну укріплену лінію для ефіопів, яка отримала назву «Стіна Гінденбурга» (на честь відомої німецької Лінії Гінденбурґа часів Першої світової війни). Однак 1936 року італійці прорвали лінію під час битви при Огадені. Згодом Вехіп покинув Ефіопію і повернувся до Стамбула. Помер 1940 року.